# قانون اساسی هند
قانون اساسی هند (به هندی: भारतीय़ संविधान) عالی‌ترین متن قانونی در کشور هند است. این قانون در ۲۶ نوامبر ۱۹۴۹ به تصویب مجلس مؤسسان هند رسیده و از ۲۶ ژانویه ۱۹۵۰ لازم‌الاجرا شده است. به همین جهت ۲۶ ژانویه هر سال به عنوان روز جمهوری تعطیل رسمی است و در سراسر هند گرامی داشته می‌شود. در این قانون هند یک جمهوری دمکراتیک معرفی شده که برقراری عدالت، برابری و آزادی را برای شهروندانش تضمین می‌کند.
این قانون اساسی طولانی‌ترین قانون اساسی نوشته در بین تمام کشورهای مستقل دنیاست و از ۳۹۵ اصل، ۱۲ پیوست و ۸۳ الحاقیه تشکیل می‌شود.